# Opsonisierung
Opsonisierung oder auch Opsonierung (von altgriechisch ὄψον ‚Würze‘, ‚Zuspeise‘) bezeichnet den Mechanismus, durch den die Oberfläche von in den Körper eingedrungenen Fremdzellen (z. B. Bakterien, Viren) mit Antikörpern und Faktoren des Komplementsystems bedeckt wird. Nach der Opsonisierung können die Fremdzellen von phagozytierenden Zellen des angeborenen Immunsystems, wie z. B. Makrophagen und neutrophilen Granulozyten aufgenommen und eliminiert werden.
Das wichtigste Opsonin ist C3b, welches sich an den CR1-Rezeptor auf Phagozyten, Monozyten, Makrophagen, neutrophilen Granulozyten und einem Teil der dendritischen Zellen bindet. Dadurch allein wird die Phagozytose des markierten Partikels jedoch noch nicht eingeleitet. Damit der opsonierte Erreger nach Bindung von C3b an CR1 phagozytiert wird, muss C5a CR1 aktivieren. Zur Elimination ist somit kein spezifischer Antikörper nötig.
Es gibt aber auch Antikörper, die die Fähigkeit zur Opsonierung haben, zum Beispiel Immunglobulin G (IgG). Sie binden mit ihrem Fc-Teil an Fc-Rezeptoren auf Phagozyten und regen so eine Phagozytose an (ADCC).
Es gibt auch die Möglichkeit, dass die Bindung eines Antikörpers an den Fc-Rezeptor (bspw. eines Makrophagen) und die Bindung von C3b an den CR1-rezeptor zur Phagozytose führt.